# Kraftwerk Schwarzbach

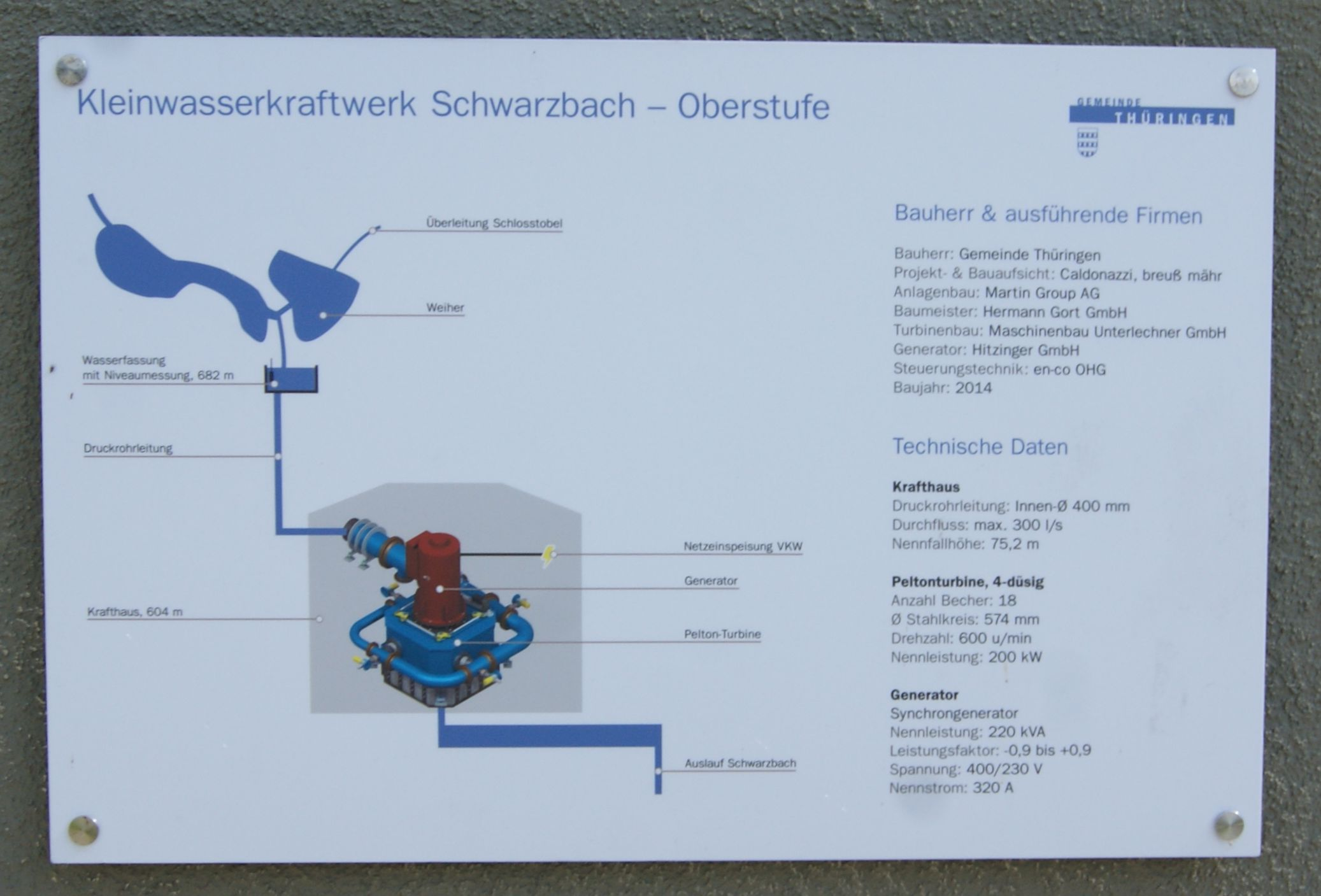
Schautafel beim Krafthaus

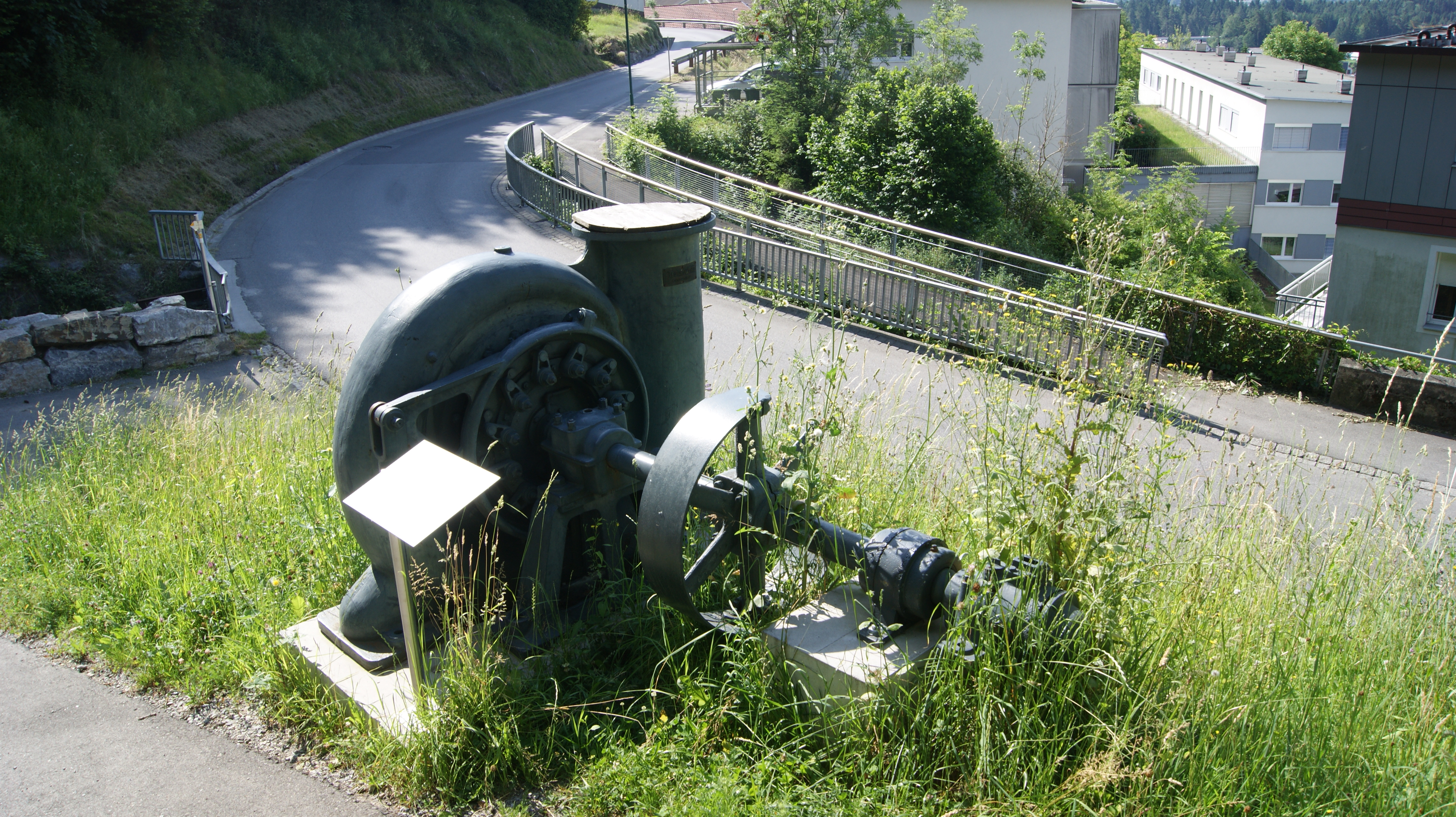
Turbine aus dem Jahr 1909

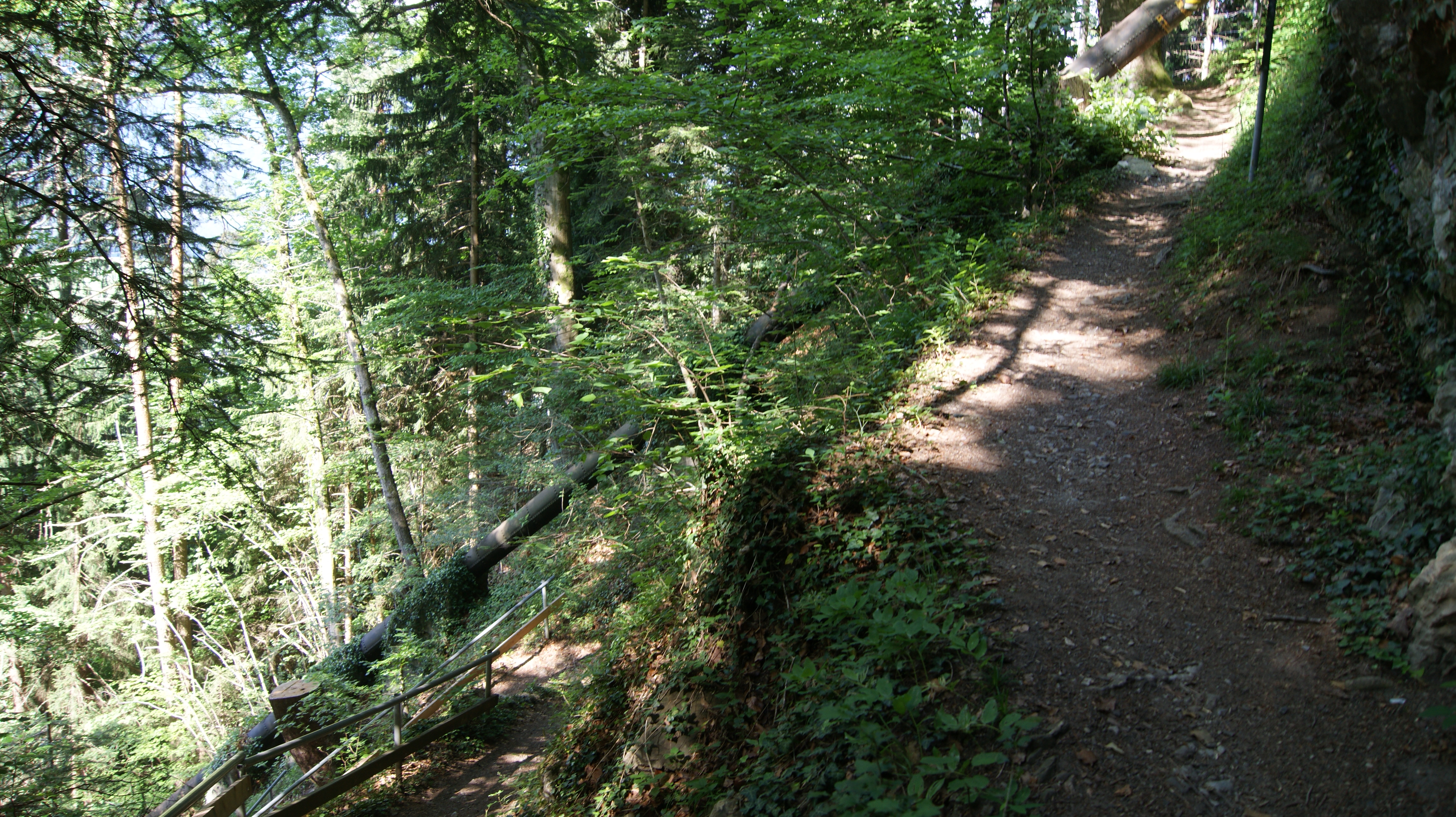
Alte Druckrohrleitung neben dem Wasserfallweg

Das Kraftwerk Schwarzbach ist ein in Thüringen, Vorarlberg, Österreich, in der Parzelle Malerina, unterhalb des Montjola-Wasserfalls befindliches Kleinwasserkraftwerk und das einzige Elektrizitätswerk am Schwarzbach.

## Geschichte
Die Möglichkeit der Nutzung des Wassers und der Fallhöhe des Schwarzbachs auf engem Raum gab u. a. den Ausschlag für die Gründung einer Textilfabrik unterhalb des Montjola-Wasserfalls. Die Montjola-Weiher wurden für die gleichmäßige Nutzung der Wasserkraft geschaffen. Am 7. Mai 1832 erwarb der in Feldkirch tätige Geschäftsmann Peter Kennedy das Schmiedeareal von Johann Martin Winkler in Thüringen, wozu auch der Montjola-Wasserfall gehörte. 1835 wurde mit dem Bau der Fabrik begonnen. Es wurde eine Spinnerei und Weberei durch John Douglass und Partner errichtet, die von John Douglass von 1837 bis 1863 geführt wurde. 1909 wurde das Unternehmen an Rudolf Kastner und dessen Bruder Paul verkauft.
1909 wurde die sogenannte „große Turbine“, die heute als Schaustück neben dem neuen Krafthaus des Kraftwerkes steht, in die untenliegende Fabrik eingebaut. Es handelt sich um eine Francis-Turbine mit einer Leistung von 420 PS (308,91 kW) bei 1000 Umdrehungen pro Minute. Die Turbine war bis 1967 fast durchgehend in Betrieb. Sie wurde von den Rüsch-Werken in Dornbirn erzeugt. Das Textilunternehmen Kastner schloss am 31. Dezember 1968, nach 132 Jahren, den Betrieb, und das Kraftwerk wurde abgestellt. Ein Teil der alten, oberirdischen Druckrohrleitung ist heute noch neben dem Wasserfallweg zu sehen.
1974 wurde das Areal versteigert und von der Gemeinde Thüringen gekauft.
Die Projektionsphase und Vorbereitungszeit für die Errichtung und Inbetriebnahme des Kraftwerkes dauerte etwa zehn Jahre. Die Bauzeit dauerte drei Monate. Thüringen ist seit 2002 eine e5-Gemeinde und will mit dem Kleinwasserkraftwerk Schwarzbach einen Beitrag zur Energieautonomie Vorarlberg leisten.
Am 14. Oktober 2004 wurde erstmals mit einer Bauverhandlung die Revitalisierung des Kraftwerkes versucht, scheiterte aber an der Ablehnung durch zwei Grundeigentümer. 2011 konnte sodann, mit der Zustimmung der Grundeigentümer, ein neues Behördenverfahren eingeleitet werden und am 10. Jänner 2014 lag der Genehmigungsbescheid vor. Am 25. Juli 2014 erfolgte der symbolische Baubeginn durch den Spatenstich im Beisein von Umweltminister Andrä Rupprechter. Seit 24. November 2014 speist das Kleinwasserkraftwerk Energie ein.

## Krafthaus

### Krafthaus neu
Das Krafthaus, in welchem sich die Turbine, der Generator und die Steuerung des Kraftwerks Schwarzbach befindet, ist in einem eigens dafür errichteten Gebäude angeordnet (4 × 5 m Grundfläche). Insgesamt wurde etwa eine Million Euro in das Kleinwasserkraftwerk investiert. Diese Kosten sollen sich in ca. 15 Jahren amortisieren.
Die Instandhaltung des Kleinkraftwerks Schwarzbach obliegt der Gemeinde Thüringen.

#### Elektrotechnische Daten
Der Generator ist eine dreiphasige Synchronmaschine mit einer Maximalleistung von 220 kW bei 400 V (320 A) bei 600/min.

#### Hydraulische Daten
Das Wasser für das Kraftwerk Schwarzbach wird aus dem Schwarzbach entnommen, und zuvor in den Montjola-Weihern zwischengespeichert. Der Schwarzbach fließt durch die Gemeinden Thüringen und Bludesch. Das Einzugsgebiet des Schwarzbaches, der den Montiolaquellen entspringt, beträgt 7,2 km² und über die Schlosstobel-Leitung werden weitere 3,0 km² in die Montjola-Weiher entwässert.
Die Wasserentnahme erfolgt auf 682 m ü. A. über ein Einlaufbauwerk mit vollautomatischem Coandarechen. Über eine unterirdisch verlegte, 185 m lange Druckrohrleitung in Sphäroguss mit einem Innendurchmesser von 40 cm und einem maximalen Durchfluss von 300 Liter pro Sekunde gelangt das Wasser zum Krafthaus und sodann, nach der Abarbeitung über eine vierdüsige Pelton-Turbine mit einer Maximalleistung von 200 kW bei 600 Umdrehungen pro Minute, fast unmittelbar nach dem Krafthaus wieder in den Schwarzbach. Das Schaufelrad der Turbine wiegt etwa 300 kg. Die Nennfallhöhe beträgt 75,2 m.

### Umweltschutz
Zum Schutz des Montjola-Wasserfalles darf das Kraftwerk erst betrieben werden, wenn mehr als 90 Liter je Sekunde an Wasser zur Verfügung steht. Die Konsenswassermenge beträgt 300 Liter je Sekunde, mehr Wasser darf für die Energieproduktion nicht entnommen werden.